# Lae Luhung
Lae Luhung is een bestuurslaag in het regentschap Dairi van de provincie Noord-Sumatra, Indonesië. Lae Luhung telt 1102 inwoners (volkstelling 2010).